# Lubomino (gmina)
Lubomino – gmina wiejska w województwie warmińsko-mazurskim, w powiecie lidzbarskim. W latach 1975–1998 gmina położona była w województwie olsztyńskim.
Siedziba gminy to Lubomino.
Według danych z 30 czerwca 2004 gminę zamieszkiwało 3711 osób. Natomiast według danych z 31 grudnia 2019 roku gminę zamieszkiwało 3596 osób.

## Struktura powierzchni
Według danych z roku 2002 gmina Lubomino ma obszar 149,56 km², w tym:
- użytki rolne: 72%
- użytki leśne: 15%

Gmina stanowi 16,18% powierzchni powiatu.

## Demografia

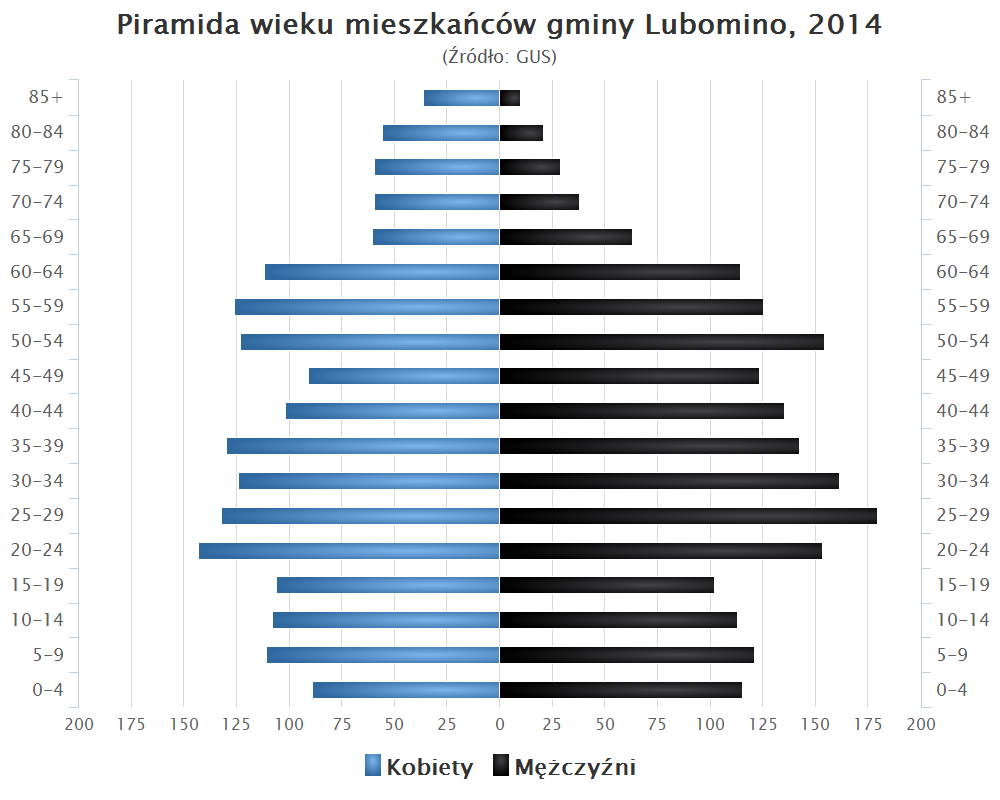
Piramida wieku mieszkańców gminy Lubomino w 2014 roku

Dane z 30 czerwca 2004:
| Opis                              | Ogółem | Ogółem | Kobiety | Kobiety | Mężczyźni | Mężczyźni |
| --------------------------------- | ------ | ------ | ------- | ------- | --------- | --------- |
| jednostka                         | osób   | %      | osób    | %       | osób      | %         |
| populacja                         | 3711   | 100    | 1808    | 48,7    | 1999      | 51,3      |
| gęstość zaludnienia (mieszk./km²) | 24,8   | 24,8   | 12,1    | 12,1    | 12,7      | 12,7      |

## Sołectwa
Biała Wola, Bieniewo, Ełdyty Wielkie, Gronowo, Lubomino, Piotrowo, Rogiedle, Różyn, Samborek, Wapnik, Wilczkowo, Wolnica, Zagony.

## Pozostałe miejscowości
Ełdyty Małe, Karbówka, Poborowo, Świękity, Wójtowo, Zajączki.

## Sąsiednie gminy
Dobre Miasto, Lidzbark Warmiński, Miłakowo, Orneta, Świątki